# Blaine Scully
Pour les articles homonymes, voir Scully.

a Compétitions nationales et continentales officielles uniquement.

b Matchs officiels uniquement.
Dernière mise à jour le 16 avril 2020.
Blaine Hansen Scully, né le 29 février 1988 à Sacramento (État de Californie, États-Unis), est un joueur international américain de rugby à XV et de rugby à VII. Il évolue au poste d'arrière ou d'ailier (1,93 m pour 93 kg).

## Carrière
Il a annoncé, à 32 ans, sa fin de carrière professionnelle et internationale avec effet immédiat en mars 2020 en vidéo.

### En équipe nationale
Il a obtenu sa première cape internationale le 18 juin 2011 à l'occasion d'un match contre l'équipe de Russie à Worcester (Angleterre).

## Statistiques en équipe nationale
- 54 sélections (50 fois titulaire, 4 fois remplaçant)
- 75 points (15 essais)
- Sélections par année : 8 en 2011, 7 en 2013, 6 en 2014, 8 en 2015, 4 en 2016, 3 en 2017, 7 en 2018, 11 en 2019.

En Coupe du monde :
- 2011 : 4 sélections (Irlande, Russie, Australie, Italie)
- 2015 : 3 sélections (Samoa, Écosse, Afrique du Sud)
- 2019 : 4 sélections (Angleterre, France, Argentine, Tonga), 2 essais